# João Cezar de Castro Rocha
João Cezar de Castro Rocha (Rio de Janeiro, 3 de fevereiro de 1965) é um escritor, historiador, enxadrista e professor de literatura comparada. Foi aluno de René Girard e orientado por Hans Ulrich Gumbrecht na Universidade Stanford. Tido como um dos intelectuais mais importantes do Brasil da atualidade, seus estudos concentram-se na contribuição da teoria mimética para o contexto cultural da américa latina, bem como a discussão da atualidade do movimento antropofágico e dos escritos de Machado de Assis no momento contemporâneo.

## Biografia
João Cézar iniciou os estudos em literatura comparada e história na Universidade do Estado do Rio de Janeiro, onde estudava enquanto mantinha seu sustento como jogador de xadrez profissional.
Prosseguindo seus estudos, formou-se mestre e doutor pela mesma instituição e fez um segundo doutorado em Stanford, onde teve aulas com o filósofo René Girard e foi orientado por Hans Ulrich Gumbrecth. Desde então, João passou a divulgar os estudos de Girard pelo Brasil, organizando bibliotecas e escrevendo artigos sobre o pensador francês.
Além de Girard, João Cézar também tem sido um pesquisador dos pensamentos de Machado de Assis e William Shakespeare e a relação das obras desses autores com o Brasil, o atual estado da literatura brasileira e a contemporaneidade. A respeito de seu livro Culturas Shakespearianas: Teoria Mimética e os Desafios da Mímesis em Circunstâncias não hegemônicas, João afirmou:
Arrisco uma leitura radical da teoria mimética, concentrando minha perspectiva tanto numa compreensão antropológica do sujeito mimético, definido pela centralidade do outro em sua determinação, quanto no caráter incontornável da violência na arquitetura girardiana, aspecto estruturador do contexto latino-americano desde os séculos da colonização.
João é colunista da Veja, assessor ad hoc da Fundação de Amparo à Pesquisa do Estado de São Paulo e organizador de mais de vinte títulos, incluindo uma coleção em seis volumes dos contos completos de Machado de Assis. É ainda presidente da Associação Brasileira de Literatura Comparada e coordena coleções de autores como René Girard, José Guilherme Merquior.

## Posicionamentos
No âmbito cultural, sobretudo literário, João tem proposto algumas medidas simples para o desenvolvimento de novos escritores. Em palestra proferida na Academia Brasileira de Letras, sugeriu uma destas medidas:

Cada encontro [literário] homenagearia dois escritores brasileiros; uma ou duas edições de um de seus títulos seriam distribuídas para alunos das escolas públicas e particulares do entorno do festival. Pelo menos um semestre antes da realização do encontro, sessões orientadas de leitura seriam conduzidas por professores e monitores, devidamente preparados. Uns poucos meses antes do festival, os autores visitariam a pequena cidade ou o grande centro, a fim de dialogar com seus leitores “locais”. Então, um concurso de redação seria patrocinado pela organização do festival. Em sua abertura, os alunos seriam premiados; desse modo, cada encontro literário no Brasil teria como protagonista o leitor em formação.
Em seu livro Culturas Shakespearianas, João criticou a abordagem Pós-colonialismo, e a ideia romância de "essência autóctone brasileira":

Nunca existiu efetivamente tal unidade. É preciso aceitar a radicalidade dessa circunstância, pois, desde a língua imposta pela metrópole, até a denominação mesma de América Latina, o olhar estrangeiro foi determinante na criação desse espaço físico e simbólico.
João Cézar tem se oposto por meio de entrevistas e artigos à chamada "guerra cultural", sobretudo no contexto do Governo Jair Bolsonaro,com destaque à falta de propostas do Ministério da Educação durante o comando do ex-ministro Abraham Weintraub:

A guerra cultural bolsonarista se alimenta de um paradoxo que prenuncia sua ruína. Eis: o êxito do bolsonarismo significa o fracasso
do governo Bolsonaro. Sem guerra cultural, não se mantém as massas digitais mobilizadas em constante excitação; contudo, a guerra cultural, pela negação de dados objetivos e pela necessidade intrínseca de inventar inimigos em série, não permite que se administre a coisa pública.

## Prêmios
- Hélio and Amélia Pedroso/Luso-American Foundation Endowed Chair in Portuguese Studies (Universidade de Massachusetts Dartmouth – 2009)
- Ministry of Culture Visiting Fellow (Universidade de Oxford, Centre for Brazilian Studies – 2004)
- Tinker Visiting Professor (Universidade de Wisconsin-Madison – 2003)
- Overseas Visiting Scholar (Universidade de Cambridge, St John’s College – 2002)
- John D. and Rose H. Jackson Fellow (Universidade Yale, Beinecke Library – 2001)
- Prêmio Mário de Andrade (Biblioteca Nacional do Brasil - 1998)
- Ensaio e Crítica Literária (Academia Brasileira de Letras - 2014)
- Cátedra Machado de Assis (Universidad del Claustro de Sor Juana, México)
- Prêmio Aujoud’hui em conjunto com Pierpaolo Antonello pela entrevista com René Girard que originou o livro Evolução e Conversão

## Obras
- João Cezar de Castro Rocha (31 de julho de 2023), Bolsonarismo: Da guerra cultural ao terrorismo doméstico, ISBN 978-65-5928-264-7, Editora Autêntica, ASIN B0CB6QN38J, Wikidata Q126002392
- João Cezar de Castro Rocha (2021), Guerra cultural e retórica do ódio: crônicas de um Brasil pós-político, ISBN 978-65-89552-01-7, Goiânia: Editora Caminhos, Wikidata Q107022921[13]
- Shakespearean Cultures Latin America and the Challenges of Mimesis in Non-Hegemonic Circumstances 1 ed East Lansing: Michigan State University Press, 2019 v 1 346p
- Leituras desauratizadas: tempos precários, ensaios provisórios 1 ed Chapecó / Recife: Argos / Editora da UFPE, 2018 v 1 486p
- Culturas Shakespearianas Teoria mimética e os desafios da mímesis em circunstâncias não hegemônicas 1 ed São Paulo: É Realizações, 2017 v 1 436p
- Machado de Assis: lido e relido 1 ed São Paulo / Campinas: Alameda / Editora da UNICAMP, 2016 v 1750
- Cultures latino-américaines et poétique de l'émulation Littérature des faubourgs du monde? 1 ed Paris: Éditions Pétra, 2015 v 1 418p
- Por uma esquizofrenia produtiva: da prática à teoria 1 ed Chapecó: Argos - Editora da UNOCHAPECÓ, 2015 v 1 548p
- Machado de Assis: Toward a Poetics of Emulation 1 ed East Lansing: Michigan State University Press, 2015 v 1 271p
- Literary Histories in Portuguese 1 ed Dartmouth: Tagus Press, 2014 v 1 276p
- Culturas shakespearianas? Teoría mimética y América Latina 1 ed México DF: Universidad Iberoamericana, 2014 410p
- Machado de Assis: por uma poética da emulação 1 ed Rio de Janeiro: Civilização Brasileira, 2013 366p
- Lusofonia and its Futures 1 ed Massachusetts-Dartmouth: Tagus Press, 2013 245p
- Crítica literária: em busca do tempo perdido? Chapecó: Argos, 2011 443p
- Roger Chartier - A força das representações: história e ficção Chapecó: Argos, 2011 291p
- GIRARD, R ; ANTONELLO, P ;  Evolução e conversão São Paulo: Editora É, 2011 308p
- GIRARD, R ; ANTONELLO, P  Evolution and Conversion: Dialogues on the Origins of Culture 1 ed London: Continuum Books, 2008 v 1 282p
- Exercícios críticos: leituras do contemporâneo Chapecó: Argos Editora Universitária, 2008 v 1 317p
- The Author as Plagiarist: The Case of Machado de Assis 2 ed Dartmouth: University of Massachusetts Dartmouth, 2006 671p
- À roda de Machado de Assis: ficção, crônica e crítica Chapecó: Argos, 2006 416p
- Cordialidade à brasileira: mito ou realidade? Rio de Janeiro: Editora do Museu da República, 2005 v 1000 140p
- GIRARD, R ; ANTONELLO, P  René Girard Les origines de la culture Entretiens avec Pierpaolo Antonello et João Cezar de Castro Rocha Paris: Éditions Desclée de Brouwer, 2004 280p
- O exílio do homem cordial Ensaios e revisões Rio de Janeiro: Editora do Museu da República, 2004 334p
- GIRARD, R ; ANTONELLO, P  René Girard Origine della cultura e fine della storia Dialoghi con Pierpaolo Antonello e João Cezar de Castro Rocha Milano: Raffaello Cortina, 2003 v 1 211p
- Nenhum Brasil Existe: pequena enciclopédia 1 ed Rio de Janeiro: Topbooks Editora, 2003 1107p
- Brazil 2001: A Revisionary History of Brazilian Literature and Culture Massachusetts: Center for Portuguese Studies and Culture, 2001 760p
- ANTONELLO, P ; GIRARD, R  René Girard Um longo argumento do princípio ao fim Diálogos com João Cezar de Castro Rocha e Pierpaolo Antonello 1 ed Rio de Janeiro: Topbooks, 2000 v 1 272p
- Máscaras da mímesis 1 ed Rio de Janeiro: Record, 1999 v 1 374p
- Teoria da ficção Indagações à obra de Wolfgang Iser 1 ed Rio de Janeiro: EdUERJ, 1999 v 1 256p
- Literatura e cordialidade O público e o privado na cultura brasileira 1 ed Rio de Janeiro: EdUERJ, 1998 v 1 252p
- Hans Ulrich Gumbrecht Corpo e forma Ensaios para uma crítica não-hermenêutica 1 ed Rio de Janeiro: EdUERJ, 1998 v 1 175p
- Interseções Ensaios sobre a materialidade da comunicação Rio de Janeiro: Imago, 1998 v 1 366p
- Um mundo sem Universidades? 1 ed Rio de Janeiro: EdUERJ, 1997 v 1 102p
- V Colóquio UERJ: Erich Auerbach 1 ed Rio de Janeiro: Imago, 1994 v 1 254p
- Fortuna crítica de Erich Auerbarch Rio de Janeiro: CEPUERJ, 1994 43p